# 弘前市立東中学校
弘前市立東中学校（ひろさきしりつ ひがしちゅうがっこう）は、青森県弘前市末広3丁目にある公立中学校。
地元では「東中」（とうちゅう）とも呼ばれる。

## 沿革
- 1992年（平成4年）4月1日 - 第一中学校・第五中学校から分離し、創立[1]。
- 2007年（平成19年） - 特別支援学級を2クラス（翌年1クラス増）設置。

## 学区
- 新里（字西里見を除く）、福村、福田、境関、福田1～3丁目、境関1丁目、末広5丁目、田園4・5丁目、早稲田全域、堅田3～5丁目、松ケ枝全域、俵元1・2丁目、和泉全域、高崎1・2丁目、城東中央全域、稲田全域、城東北全域、高田2～4丁目、末広1～4丁目、田園1～3丁目。
  - 学区のほとんどが新興住宅街・商業地である。

## 行事
- 4月　入学式
- 5月　運動会
- 6月　1学期期末テスト、夏季中体連
- 7月　夏休み
- 8月　夏休み明けテスト
- 9月　秋期中体連
- 10月　東中祭、2学期中間テスト
- 11月　2学期期末テスト
- 12月　校内レク大会、冬休み
- 1月　冬休み明けテスト
- 2月　私立高校入試、学年末テスト
- 3月　県立高校入試、卒業式

## 部活動
- 野球部（男子）
- ソフトボール部（女子）
- サッカー部
- 陸上部
- ソフトテニス部
- バドミントン部
  - 弘前東バドミントンクラブ
- 卓球部
- バレーボール部（女子）
- バスケットボール部
- 柔道部
- 剣道部
- コンピューター部
- 吹奏楽部
- 美術部

## 校歌
東中の校歌は、特徴的で、男声パートと女性パートに分かれ、一部共鳴する個所もある。

## 交通アクセス
- 弘南バス
  - 城東環状100円バス「大町・和徳回り」で、末広二丁目・総合学習センター前停留所下車。

## その他
- 開校から15年間特別支援学級が存在しなかったため対象学区の小学校の特別支援学級の児童・生徒は第一中学校あるいは第五中学校に越境通学をした。

## 卒業生
- 中田歩夢 - プロ野球選手、読売ジャイアンツ所属